# ABN AMRO
ABN AMRO Bank N.V. — один з найбільших банків Нідерландів. Спочатку він був утворений у 1991 році шляхом злиття двох попередніх голландських банків, які утворюють його назву, Algemene Bank Nederland (ABN) та Amsterdamsche en Rotterdamsche Bank (AMRO Bank). 
Після агресивної міжнародної експансії ABN AMRO був придбаний і поділений у 2007-2008 роках консорціумом європейських банків, включаючи Royal Bank of Scotland, Grupo Santander та Fortis, який мав намір взяти на себе його операції в регіоні Бенілюкс. Восени 2008 року у розпал глобальної фінансової кризи 2008 року Fortis опинився у стресовому становищі і був поділений на окремі національні структури; нідерландськи організації, а саме Fortis Bank Nederland і колишній банк ABN AMRO, яку планував поглинути Fortis, були націоналізовані, реструктуризовані і перейменовані в ABN AMRO в середині 2010 року. 20 листопада 2015 року уряд Нідерландів публічно перереєстрував компанію через IPO і продав 20 відсотків акцій публиці.

## Діяльність
ABN AMRO Bank має офіси в 15 країнах, в яких працюють 32 000 співробітників, більшість з яких працює в Нідерландах, і лише 5 000 в інших країнах. Його операції включають персональне банківське обслуговування, яке зосереджене на обслуговуванні заможних клієнтів у 14 країнах, а також комерційні та торгові банківські операції, які відіграють важливу роль на енергетичних, товарних і транспортних ринках, а також брокерські послуги, кліринг та депозитарні послуги.
У квітні 2022 року банк ABN AMRO оголосив, що компанія підписала багаторічну угоду про продовження підписки зі швейцарською організацією з розробки банківського та фінансового програмного забезпечення Temenos. Угоду було укладено з метою підтримки ABN AMRO у зростанні кількості клієнтів та загальному розширенні бізнесу на хмарі Temenos Banking.